# Université nationale de pédagogie de Gyeongin
L'Université nationale de pédagogie de Gyeongin (en hangul : 경인교육대학교) est une université nationale de Corée du Sud située à Incheon.

## Histoire
L'établissement est créé comme école normale de Gaeseong (경기도립 개성사범학교) en 1946. En 1952 l'établissement est transféré à Incheon et prend le nom d'école nationale de pédagogie d'Incheon (국립 인천사범학교). En 1982 le cursus passe à 4 ans. En 1993, l'établissement prend le nom d'Université nationale de pédagogie d'Incheon (인천교육대학교) en accédant au statut d'université. En 2003 le nom est changé en Université nationale de pédagogie de Gyeongin(경인교육대학교).